# Jákfalva
Jákfalva ist eine ungarische Gemeinde im Komitat Borsod-Abaúj-Zemplén.

## Geografische Lage
Jákfalva liegt im nordöstlichen Hügelland Ungarns, 35 km von der Großstadt Miskolc entfernt, an dem kleinen Fluss Szuha.
Nachbargemeinden sind Alsószuha 7 km, Dövény 2 km, Felsőnyárád 3 km und Sajókaza 11 km.
Die nächste Stadt Kazincbarcika ist 15 km von Jákfalva entfernt. Das renommierte Weinbaugebiet um Tokaj ist 70 km von Jákfalva entfernt.

## Sehenswürdigkeiten
- Evangelische Kirche Jákfalvai Szórvány temploma

## Persönlichkeiten der Gemeinde
- Adam Andreas von Molnár (1713–1780), Arzt und Mitglied der „Leopoldina“